# Johan Mathesius mladší
Johan(nes) Mathesius mladší (25. srpna 1544 v Jáchymově – leden 1607 v Gdaňsku) byl německý lékař a spisovatel, syn jáchymovského kazatele Johanna Mathesia.

## Dílo
Johan Matheisus je autorem následujících spisů:
- Historia unseres lieben Hernn und Heyland Jesu Christi, Norimberk 1568
- Oratio De admirabili auditus instrumenti fabrica & structura. Wittenberg 1577
- Kurtz und einfältiges Regiment und Verordnung, deren sich in vorstehender Sterbens Gefahr jeder zu gebrauchen habe, Gdaňsk 1588
- Von der Pestilenz, Hamburk 1597